# Alejandro Valverde
Alejandro Valverde Belmonte (* 25. April 1980 in Las Lumbreras, Murcia) ist ein ehemaliger spanischer Radrennfahrer. Er war 21 Jahre lang im Profiradsport aktiv. Zu seinen größten Erfolgen zählen der Gewinn der Straßenweltmeisterschaft 2018, der Gesamtsieg der Vuelta a España 2009 und vier Siege beim Klassiker Lüttich–Bastogne–Lüttich. Wegen seiner Beteiligung im Dopingskandal Fuentes wurde er 2010 für zwei Jahre gesperrt.

## Karriere

### Erste Erfolge und Vuelta a España-Sieg
Seine Profikarriere begann Valverde 2002 beim spanischen Radsportteam Kelme-Costa Blanca. 2003 konnte der damals erst 23-jährige Valverde zwei Etappensiege sowie den dritten Platz der Gesamtwertung bei der Vuelta a España erreichen. Bei der Straßen-Radweltmeisterschaft in Hamilton platzierte er sich hinter einem weiteren Spanier, Igor Astarloa, auf dem zweiten Rang. 2004 siegte er bei mehreren kleineren spanischen Etappenrennen, der Murcia-Rundfahrt, der Valencia-Rundfahrt und der Burgos-Rundfahrt, bei der er drei der vier Etappen gewann. Außerdem erreichte Valverde bei der Spanienrundfahrt trotz eines schweren Sturzes auf der elften Etappe den vierten Gesamtrang.
Im Jahr 2005 wechselte Valverde zur Mannschaft Illes Balears, die eine Lizenz als ProTeam in der neu geschaffenen UCI ProTour erhielt. Er bestritt für dieses Team die Tour de France 2005, bei der er die Bergankunft der 10. Etappe in Courchevel im Zweiersprint vor Lance Armstrong gewann, aber auf der 13. Etappe wegen Kniebeschwerden aufgab. Im Herbst wurde Valverde bei den Straßenweltmeisterschaften 2005 im Sprint einer 23-köpfigen Spitzengruppe hinter Tom Boonen Vizeweltmeister.
Im folgenden Jahr konnte Valverde die Gesamtwertung der UCI ProTour gewinnen. Zu diesem Erfolg trugen insbesondere seine Klassikersiege bei der Flèche Wallonne und Lüttich–Bastogne–Lüttich sowie der zweite Platz bei der Vuelta a España bei. Die Tour de France 2006 musste er jedoch auf der 3. Etappe von Esch-sur-Alzette nach Valkenburg nach einem Sturz rund 20 km vor der Zieleinfahrt, bei dem er sich das Schlüsselbein brach, aufgeben. Zum Saisonabschluss belegte Valverde bei den Straßenweltmeisterschaften in Salzburg den dritten Platz.
Den Sieg in der Gesamtwertung der ProTour konnte Valverde 2008 nach Siegen bei Lüttich-Bastogne-Lüttich dem Etappenrennen Critérium du Dauphiné Libéré und der Clásica San Sebastián wiederholen. Bei der Tour de France 2008, die in diesem Jahr wie auch die Vuelta a España 2008 nicht zur ProTour gehörte, gewann er die erste Etappe, übernahm das Gelbe Trikot und wurde am Ende Gesamtneunter – Achter nach der nachträglichen Disqualifikation von Bernhard Kohl – und konnte damit den sechsten Rang aus dem Vorjahr nicht ganz bestätigen. Einen weiteren Sieg erzielte Valverde bei der 2. Etappe der Spanienrundfahrt, bei der er zwischenzeitlich Gesamtwertung anführte und schließlich Fünfter wurde.
Den bis dahin größten Karriereerfolg erzielte Valverde mit dem Gesamtsieg der Vuelta a España 2009, die er mit 55 Sekunden Vorsprung vor Samuel Sánchez gewann, nachdem er die Gesamtführung auf der neunten Etappe übernommen hatte. Er gewann zwar keine Etappe, gab das Goldene Trikot aber bis zur Schlussetappe in Madrid nicht mehr ab.

### Dopingsperre
Nachdem bereits Valverdes ehemaliges Team Kelme (späterer Name: Comunidad Valenciana) sowie weitere ehemalige Fahrer des Teams wie Óscar Sevilla, Santiago Botero und José Enrique Gutierrez in den Verdacht geraten waren, Blutdoping unter der Leitung von Eufemiano Fuentes betrieben zu haben, wurde am Tag des abschließenden Zeitfahrens der Vuelta am 16. September 2006 bekannt, dass auch Alejandro Valverde auf der Dopingliste von Fuentes stehen soll. Auf einem Dokument, das im Rahmen der Hausdurchsuchungen im Dopingskandal Fuentes im Mai 2006 beschlagnahmt worden war, soll das Kürzel „Valv. (Piti)“ gestanden haben, wobei „Piti“ der Name von Valverdes Hund war. Das Dokument sei ein Inhaltsverzeichnis für einen Kühlschrank, in dem Blutkonserven aufbewahrt wurden.
Die Vorwürfe in der Süddeutschen Zeitung vom 19. Juni 2006 wurden vom spanischen Radsportverband dementiert, doch im Mai 2007 tauchten genauere Angaben und Dokumente auf. Des Weiteren dienten Blutproben, die Valverde nach der Zielpassage anlässlich des Italienabstechers auf der 15. Etappe der Tour de France 2008 abgenommen und mit dem Fuentes-Material verglichen wurden, als Beweis. Am 11. Mai 2009 wurde Valverde vom Nationalen Olympischen Komitee Italiens für zwei Jahre gesperrt. Diese Strafe galt für alle Rennen auf italienischem Boden. Somit durfte er auch nicht die Tour de France 2009 fahren, da diese wieder über italienische Straßen führte.
Valverdes Anwälte legten gegen das Urteil erfolglos Einspruch vor dem Internationalen Sportgerichtshof (CAS) ein, so dass er bis zum 10. Mai 2011 für alle italienischen Rennen gesperrt war. Am 31. Mai 2010 sprach der CAS rückwirkend vom 1. Januar 2010 eine zweijährige Sperre gegen Valverde aus. Damit war er wegen seiner Verstrickung in den Blutdopingskandal um den Madrider Frauenarzt Eufemiano Fuentes bis zum 31. Dezember 2011 weltweit gesperrt.

### Comeback und Weltmeistertitel

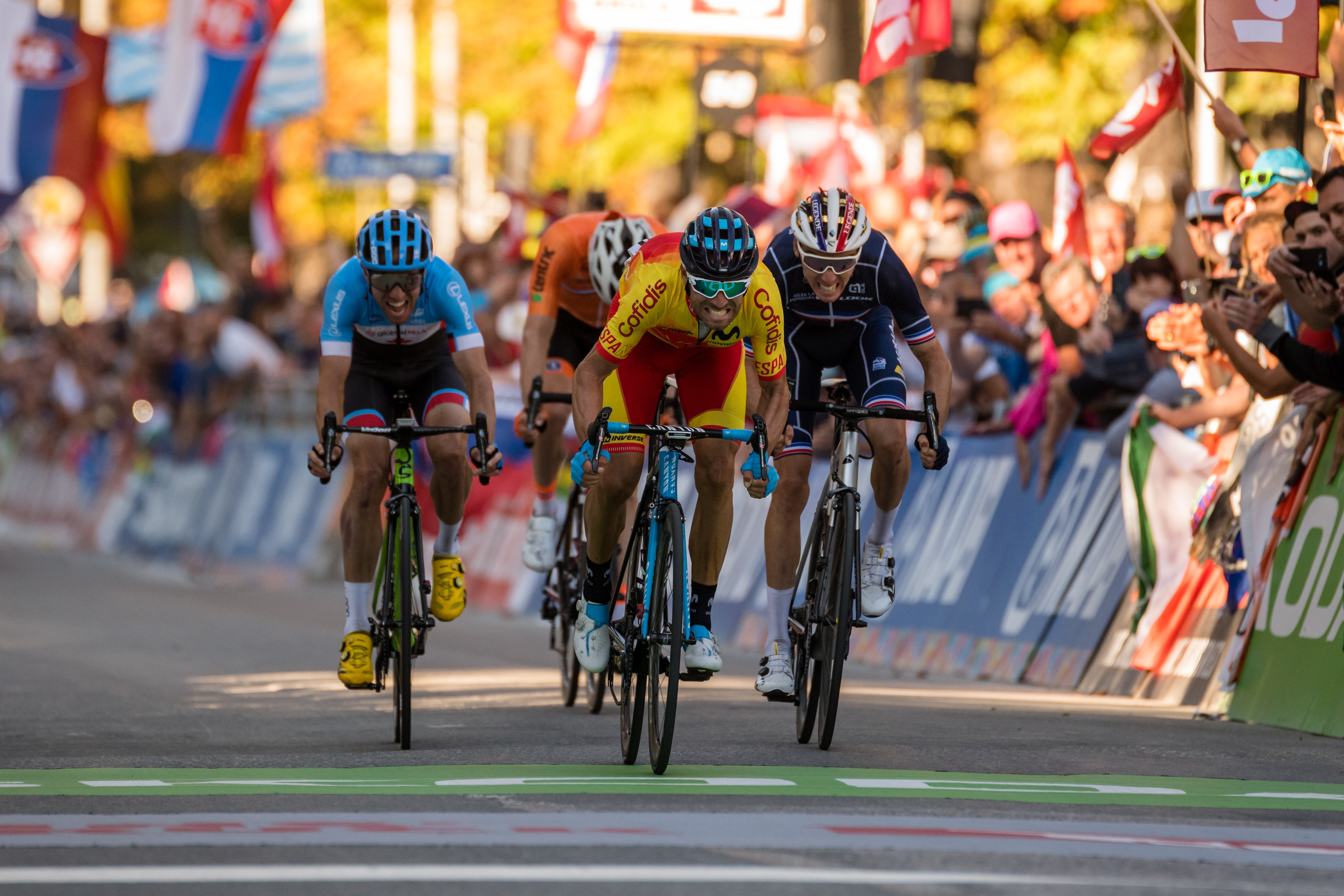
Im Zielsprint besiegte Valverde Romain Bardet, Michael Woods und Tom Dumoulin

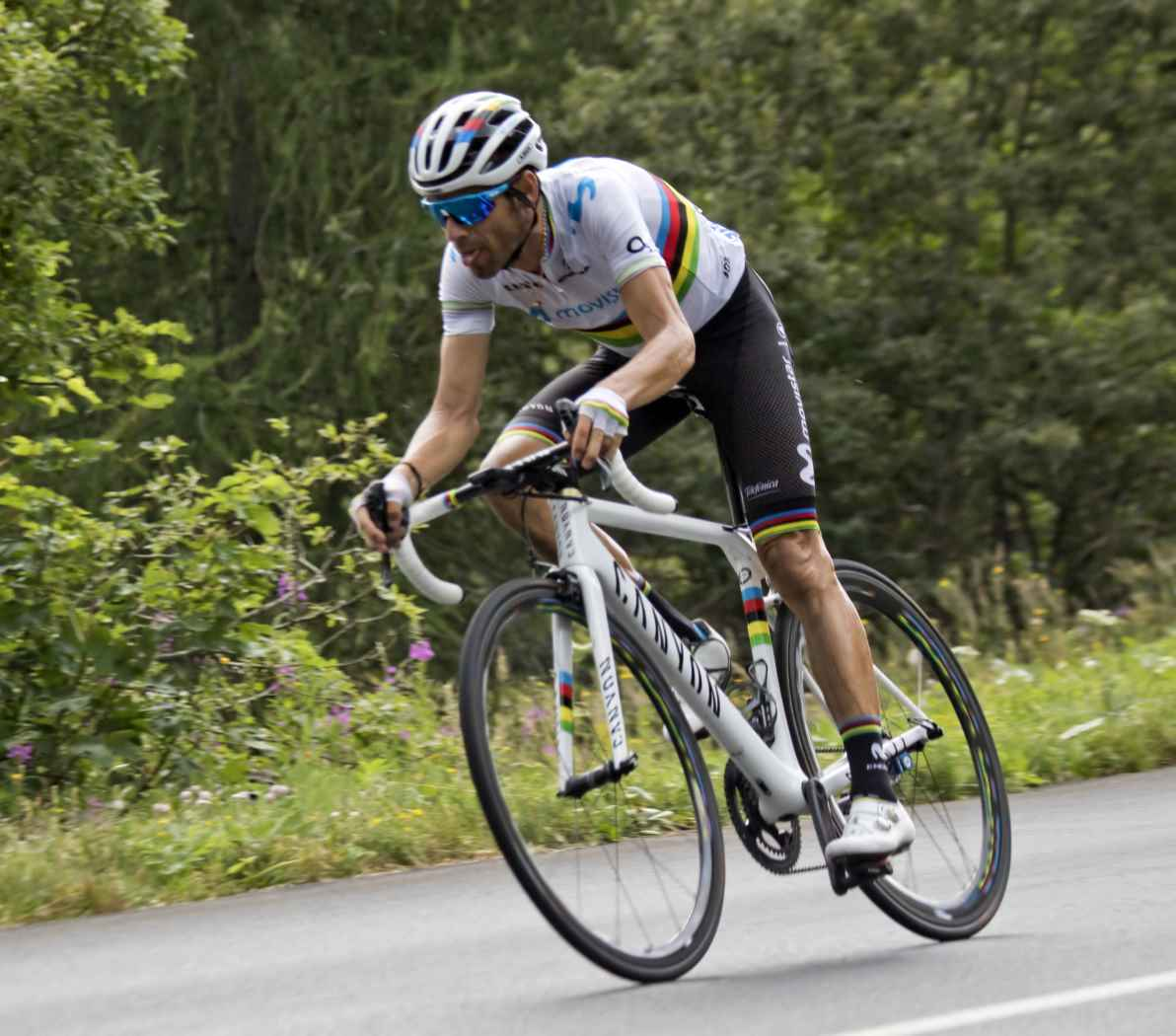
Alejandro Valverde bei der Tour de France 2019

Nach Ablauf seiner Dopingsperre knüpfte Valverde unmittelbar an seine bisherigen Erfolge an: Er gewann bei den Straßenweltmeisterschaften 2012, 2013 und 2014 jeweils die Bronzemedaille. Er wiederholte 2014 seine Siege bei der Flèche Wallonne und der Clásica San Sebastián. Bei der Vuelta a España 2012 wurde er Zweiter, 2013 und 2014 jeweils Dritter. Er gewann die Einzelwertung der UCI WorldTour 2014. Im Jahr 2015 gewann er jeweils zum dritten Mal die Klassiker Flèche Wallonne und Lüttich–Bastogne–Lüttich und er konnte die Tour de France als Dritter erstmals auf dem Podium beenden. In der Saison 2015 konnte er den Sieg in der Einzelwertung der UCI WorldTour wiederholen. Im Jahr 2016 gewann Valverde zum vierten Mal den Flèche Wallonne und wurde damit zum alleinigen Rekordsieger dieses Klassikers. Im Folgejahr 2017 konnte er diesen Erfolg wiederholen und ist nun mit fünf Siegen unangefochtener Rekordsieger.
Seine Teilnahme am Giro d’Italia 2016 war Valverdes erster Start bei der Italien-Rundfahrt. Er beendete die Rundfahrt mit 1:17 Minuten Rückstand auf den Sieger Vincenzo Nibali als Dritter und stand damit bei allen drei großen Landesrundfahrten einmal auf dem Podium. Mit Ausnahme der Tour de France 2012, der Vuelta a España 2016 und der Tour de France 2018 hat er außerdem Stand Saisonende 2019 alle 22 Grand Tours, die er beenden konnte, auf einem Platz unter den besten Zehn abgeschlossen.
2017 gewann er im Frühjahr die Vuelta a Murcia, die Gesamtwertung der Andalusien-Rundfahrt, der Katalonien-Rundfahrt und der Baskenland-Rundfahrt. Des Weiteren gewann er seinen fünften Flèche Wallonne und wenig später zum vierten Mal Lüttich–Bastogne–Lüttich, nachdem er im Zielhang eine Attacke von Daniel Martin gekontert und diesen im Sprint geschlagen hatte. Der Spanier zog damit mit Moreno Argentin mit vier Siegen gleich, nur Eddy Merckx gewann das Rennen sogar fünfmal. Am 1. Juli 2017 startete Valverde beim Einzelzeitfahren der Tour de France in Düsseldorf und stürzte auf regennasser Fahrbahn. Dabei brach er sich die Kniescheibe und das linke Sprungbein, zudem erlitt er eine tiefe Schnittwunde am Schienbein. Er wurde sofort anschließend operiert.
2018 entschied er die Gesamtwertung der Valencia-Rundfahrt, der Abu Dhabi Tour und der Katalonien-Rundfahrt für sich. Beim Flèche Wallonne wurde er hinter Julian Alaphilippe Zweiter. Zudem startete Valverde bei der Vuelta a España, wo er die 2. und 8. Etappe gewann. Bis zur 18. Etappe betrug der Abstand im Gesamtklassement zu Simon Yates nur 25 Sekunden, er verlor auf den letzten beiden Etappen jedoch Zeit und beendete die Rundfahrt mit 4:28 Minuten Rückstand schließlich als Fünfter der Gesamtwertung und Sieger der Punktewertung. Nach insgesamt sechs Podiumsplätzen bei Weltmeisterschaften wurde der Spanier zum Ende der Saison in Innsbruck erstmals Weltmeister, als er Romain Bardet, Michael Woods und Tom Dumoulin im Sprint einer vierköpfigen Spitzengruppe, die sich am letzten Anstieg gebildet hatte, schlug.
Im März 2019 bekundete Valverde, dass er seinen endgültigen Rücktritt vom Radsport für 2021 plane, dem Jahr nach den Olympischen Spielen in Tokio. Valverde gewann u. a. eine Etappe der Vuelta a España 2019 und wurde im selben Jahr spanischer Straßenmeister. Nach einer sieglosen Saison 2020 beendete er das olympische Straßenrennen als 42. Die anschließende Vuelta a España 2021 musste er nach einem Sturz auf der siebten Etappen aufgeben. Danach gab er bekannt, seine Karriere über das Saisonende hinaus fortzusetzen.
Anfang Juli 2022 wurden er und ein Freund von einem Auto angefahren, als sie mit einer Gruppe weiterer Sportkameraden in der Nähe von Murcia auf dem Fahrrad unterwegs waren. Laut den Sportlern rammte der Autofahrer die Radler mit Absicht, nachdem diese sich zuvor beschwert hatten, dass er sie zu knapp überholt hätte. Anschließend beging der Autofahrer Unfallflucht. Er konnte anhand seines Nummernschildes identifiziert werden und wurde verhaftet. Alejandro Valverde kam zur Beobachtung in ein Krankenhaus, erlitt aber laut eigener Aussage keine gravierenden Verletzungen.
Zum Saisonende 2022 beendete Alejandro Valverde seine aktive Karriere im Alter von 42 Jahren nach 21 Jahren im Profiradsport.

## Ehrungen
Der Geburts- und Wohnort von Alejandro Valverde beschloss im Oktober 2018, eine Straße in der Stadt nach ihm zu benennen. Die Straße grenzt an die Avenida Miguel Induráin.

## Erfolge
| 2003 - eine Etappe Vuelta al País Vasco - Klasika Primavera - eine Etappe Vuelta a Aragón - zwei Etappen Troféu Joaquim Agostinho - Prueba Villafranca de Ordizia - zwei Etappen und Kombinationswertung Vuelta a España - Weltmeisterschaft – Straßenrennen 2004 - Trofeo Manacor - Gesamtwertung und zwei Etappen Vuelta a Valencia - Gesamtwertung Vuelta a Murcia - eine Etappe Vuelta al País Vasco - Klasika Primavera - drei Etappen Vuelta a Castilla y León - Gesamtwertung, drei Etappen, Punktewertung und Bergwertung Vuelta a Burgos - eine Etappe Vuelta a España 2005 - Trofeo Soller - Trofeo Manacor - eine Etappe und Nachwuchswertung Paris–Nizza - zwei Etappen Vuelta al País Vasco - eine Etappe Tour de France - Weltmeisterschaft – Straßenrennen 2006 - eine Etappe Vuelta a Murcia - eine Etappe und Punktewertung Vuelta al País Vasco - La Flèche Wallonne - Liège–Bastogne–Liège - eine Etappe und Punktewertung Tour de Romandie - eine Etappe Vuelta a España - Weltmeisterschaft – Straßenrennen - Einzelwertung UCI ProTour 2007 - Gesamtwertung und Kombinationswertung Vuelta a Valencia - Gesamtwertung und eine Etappe Vuelta a Murcia - eine Etappe Clásica Alcobendas - Kombinationswertung Critérium International - eine Etappe Vuelta a Burgos 2008 - Gesamtwertung und eine Etappe Vuelta a Murcia - Paris–Camembert - Liège–Bastogne–Liège - Gesamtwertung und zwei Etappen Critérium du Dauphiné Libéré - Spanischer Meister – Straßenrennen - zwei Etappen Tour de France - Clásica San Sebastián - eine Etappe Vuelta a España - Einzelwertung UCI ProTour 2009 - zwei Etappen, Punktewertung, Bergwertung und Kombinationswertung Vuelta a Castilla y León - Klasika Primavera - Gesamtwertung und eine Etappe Volta a Catalunya - Gesamtwertung Critérium du Dauphiné Libéré - Gesamtwertung Vuelta a Burgos - Gesamtwertung und Kombinationswertung Vuelta a España 2012 - eine Etappe Tour Down Under - Gesamtwertung und eine Etappe Vuelta a Andalucía - eine Etappe Paris–Nice - eine Etappe Tour de France - zwei Etappen, Mannschaftszeitfahren, Punktewertung und Kombinationswertung Vuelta a España - Weltmeisterschaft – Straßenrennen | 2013 - Trofeo Deià - Gesamtwertung und zwei Etappen Vuelta a Andalucía - Punktewertung Vuelta a España - Weltmeisterschaft – Straßenrennen 2014 - Gesamtwertung, Prolog und zwei Etappen Vuelta a Andalucía - Vuelta a Murcia - Roma Maxima - Gran Premio Miguel Induráin - La Flèche Wallonne - Spanischer Meister – Einzelzeitfahren - Clásica San Sebastián - eine Etappe und Mannschaftszeitfahren Vuelta a España - Weltmeisterschaft – Straßenrennen - Einzelwertung UCI WorldTour 2015 - Trofeo Serra de Tramuntana - drei Etappen Volta a Catalunya - La Flèche Wallonne - Lüttich–Bastogne–Lüttich - Spanischer Meister – Straßenrennen - eine Etappe und Punktewertung Vuelta a España - Einzelwertung UCI WorldTour 2016 - Gesamtwertung und eine Etappe Ruta del Sol - Gesamtwertung, zwei Etappen, Punktewertung und Kombinationswertung und Vuelta a Castilla y León - La Flèche Wallonne - eine Etappe Giro d’Italia - Spanische Meisterschaft – Einzelzeitfahren 2017 - Vuelta a Murcia - Gesamtwertung, eine Etappe, Punktewertung und Kombinationswertung Ruta del Sol - Gesamtwertung, drei Etappen und Bergwertung Katalonien-Rundfahrt - Gesamtwertung, eine Etappe und Punktewertung Vuelta al País Vasco - La Flèche Wallonne - Lüttich–Bastogne–Lüttich 2018 - Gesamtwertung und zwei Etappen Valencia-Rundfahrt - Gesamtwertung und eine Etappe Abu Dhabi Tour - Gesamtwertung, zwei Etappen und Bergwertung Katalonien-Rundfahrt - Gran Premio Miguel Induráin - Gesamtwertung, eine Etappe und Punktewertung Route d’Occitanie - zwei Etappen und Punktewertung Vuelta a España - Weltmeister – Straßenrennen 2019 - Kombinationswertung Valencia-Rundfahrt - eine Etappe UAE Tour - Gesamtwertung und eine Etappe Route d’Occitanie - Spanischer Meister – Straßenrennen - eine Etappe Vuelta a España 2021 - Gran Premio Miguel Induráin - eine Etappe Critérium du Dauphiné - eine Etappe Giro di Sicilia 2022 - Trofeo Pollença - Port d’Andratx - Gesamtwertung, eine Etappe und Punktewertung Gran Camiño |

## Wichtige Platzierungen
| Grand Tour            | 2002 | 2003 | 2004 | 2005 | 2006 | 2007 | 2008 | 2009 | 2010 | 2011 | 2012 | 2013 | 2014 | 2015 | 2016 | 2017 | 2018 | 2019 | 2020 | 2021 | 2022 |
| --------------------- | ---- | ---- | ---- | ---- | ---- | ---- | ---- | ---- | ---- | ---- | ---- | ---- | ---- | ---- | ---- | ---- | ---- | ---- | ---- | ---- | ---- |
| Giro d’ItaliaGiro     | –    | –    | –    | –    | –    | –    | –    | –    | –    | –    | –    | –    | –    | –    | 3    | –    | –    | –    | –    | –    | 11   |
| Tour de FranceTour    | –    | –    | –    | DNF  | DNF  | 6    | 8    | –    | –    | –    | 20   | 8    | 4    | 3    | 6    | DNF  | 14   | 9    | 12   | 24   | –    |
| Vuelta a EspañaVuelta | DNF  | 3    | 4    | –    | 2    | –    | 5    | 1    | –    | –    | 2    | 3    | 3    | 7    | 12   | –    | 5    | 2    | 10   | DNF  | 13   |

| Weltmeisterschaft        | 2002 | 2003 | 2004 | 2005 | 2006 | 2007 | 2008 | 2009 | 2010 | 2011 | 2012 | 2013 | 2014 | 2015 | 2016 | 2017 | 2018 | 2019 | 2020 | 2021 | 2022 |
| ------------------------ | ---- | ---- | ---- | ---- | ---- | ---- | ---- | ---- | ---- | ---- | ---- | ---- | ---- | ---- | ---- | ---- | ---- | ---- | ---- | ---- | ---- |
| StraßenrennenStraße      | –    | 2    | 6    | 2    | 3    | 57   | 37   | 9    | –    | –    | 3    | 3    | 3    | 5    | –    | –    | 1    | DNF  | –    | –    |      |
| EinzelzeitfahrenEZF      | –    | –    | –    | –    | –    | –    | –    | –    | –    | –    | –    | –    | –    | –    | –    | –    | –    | –    | –    | –    |      |
| MannschaftszeitfahrenMZF | –    | –    | –    | –    | –    | –    | –    | –    | –    | –    | –    | –    | –    | –    | –    | –    | –    | –    | –    | –    |      |

| Monument                 | 2002 | 2003 | 2004 | 2005 | 2006 | 2007 | 2008 | 2009 | 2010 | 2011 | 2012 | 2013 | 2014 | 2015 | 2016 | 2017 | 2018 | 2019 | 2020 | 2021 | 2022 |
| ------------------------ | ---- | ---- | ---- | ---- | ---- | ---- | ---- | ---- | ---- | ---- | ---- | ---- | ---- | ---- | ---- | ---- | ---- | ---- | ---- | ---- | ---- |
| Mailand–Sanremo          | 130  | 54   | –    | –    | 24   | –    | –    | –    | –    | –    | –    | –    | –    | 20   | 15   | –    | –    | 7    | –    | –    | –    |
| Flandern-Rundfahrt       | –    | –    | –    | –    | –    | –    | –    | –    | –    | –    | –    | –    | –    | –    | –    | –    | –    | 8    | –    | –    | –    |
| Paris–Roubaix            | –    | –    | –    | –    | –    | –    | –    | –    | –    | –    | –    | –    | –    | –    | –    | –    | –    | –    | –    | –    | –    |
| Lüttich–Bastogne–Lüttich | –    | –    | –    | 33   | 1    | 2    | 1    | 19   | DSQ  | –    | DSQ  | 3    | 2    | 1    | 16   | 1    | 13   | –    | –    | 4    | 7    |
| Lombardei-Rundfahrt      | –    | 39   | –    | 12   | –    | –    | –    | –    | –    | –    | –    | 2    | 2    | 4    | 6    | –    | 11   | 2    | –    | 5    |      |